# Colonia Miranda
Colonia Miranda är en ort i Mexiko.   Den ligger i kommunen Los Cabos och delstaten Baja California Sur, i den västra delen av landet, 1 200 km väster om huvudstaden Mexico City. Colonia Miranda ligger 116 meter över havet och antalet invånare är 180.
Terrängen runt Colonia Miranda är kuperad norrut, men söderut är den platt.  Närmaste större samhälle är Cabo San Lucas, 5,3 km sydost om Colonia Miranda. 